# Meclemburgo-Pomerania Anteriore
Il Meclemburgo-Pomerania Anteriore (noto anche come Meclemburgo-Pomerania Occidentale; in tedesco Mecklenburg-Vorpommern) è uno dei sedici Stati federati (Bundesländer) della Germania. Ha una superficie di 23 180 km² e una popolazione di 1 611 160 abitanti.

## Geografia

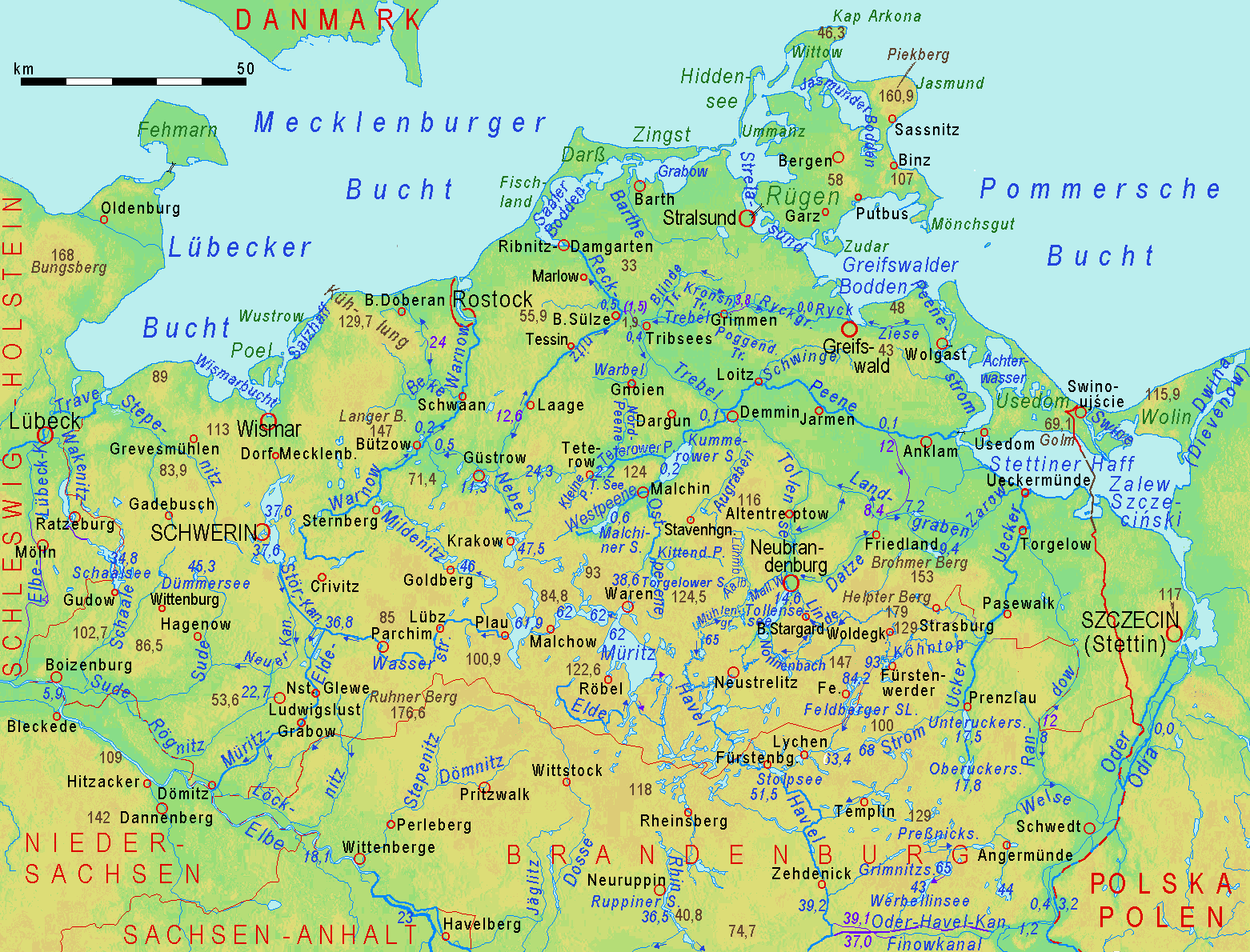
La topografia di Meclemburgo-Pomerania Anteriore

Sesto per superficie, ma solo tredicesimo per popolazione, tra i sedici stati della nazione, confina a nord con il Mar Baltico, a ovest con lo Schleswig-Holstein, a sud-ovest con la Bassa Sassonia, a sud con il Brandeburgo e a est con la Polonia (voivodato della Pomerania Occidentale).
La sua sede amministrativa è Schwerin, mentre il centro più popoloso è il porto baltico di Rostock. Le altre città principali sono Neubrandenburg, Stralsund, Greifswald e Wismar.

### Laghi e fiumi
È un territorio ricco di laghi:
| Lago             | Superficie in km² |
| ---------------- | ----------------- |
| Lago Müritz      | 117,00            |
| Lago di Schwerin | 61,54             |
| Lago di Plau     | 38,40             |
| Kummerower See   | 32,55             |
| Schaalsee        | 24,00             |
| Kölpinsee        | 20,29             |
| Tollensesee      | 17,90             |
| Krakower See     | 15,07             |
| Malchiner See    | 13,95             |
| Fleesensee       | 10,78             |
| Goldberger See   | 7,70              |
| Drewitzer See    | 6,92              |
| Galenbecker See  | 5,90              |
| Gothensee        | 5,56              |
| Woblitzsee       | 5,20              |
| Schmollensee     | 5,03              |

e di numerosi corsi d'acqua, tra i quali l'Elde (il più lungo che scorre interamente nel Land), il Peene, il Recknitz, il Trebel, l'Ucker, il Barthe, tutti che scorrono interamente nel Meclemburgo-Pomerania Anteriore, l'Elba, l'Havel, il Löcknitz, il Boize e altri minori che transitano nel Land.
La costa sul Mar Baltico contiene diverse isole, le principali sono Rügen, Hiddensee, Usedom e Poel.

## Storia

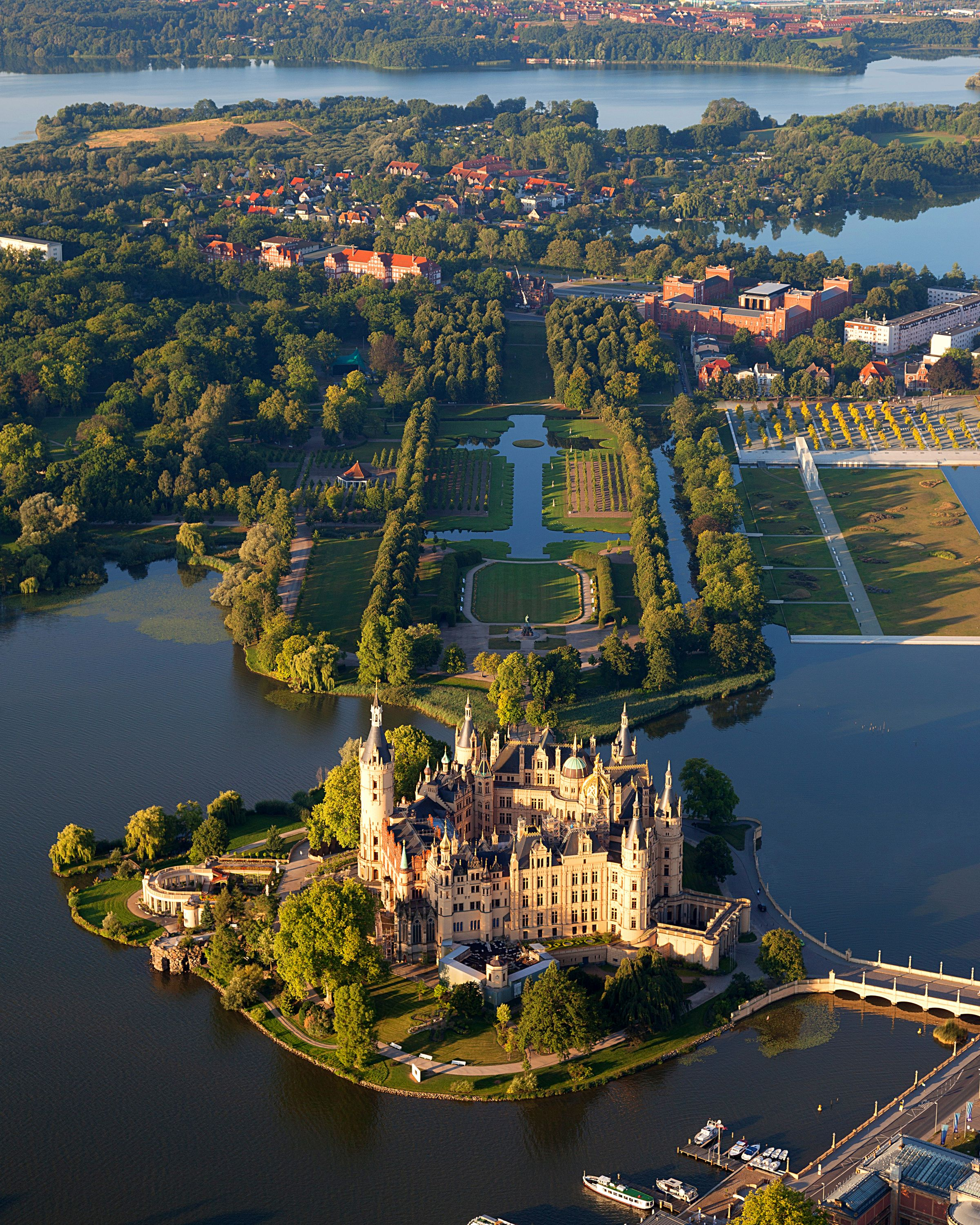
Castello di Schwerin

La vecchia Pomerania (Pommern), consistente di Stettino e dei territori a est del fiume Oder, è attualmente parte della Polonia. La Pomerania Anteriore (Vorpommern) fu sotto controllo svedese a partire dal trattato della pace di Vestfalia del 1648 e fino alla sua annessione alla Prussia nel 1720 e 1815.
Il Meclemburgo, a ovest della Pomerania Occidentale, divenne un ducato nel 1348, ma venne diviso dal XVII secolo fino al 1934. Gli stati di Meclemburgo-Schwerin e Meclemburgo-Strelitz divennero granducati nel 1815, ma un governo repubblicano venne istituito nel 1918. Vennero per un breve periodo incorporati nella Pomerania Anteriore nel 1947-1952 e fanno parte dello stato attuale fin dalla riunificazione tedesca del 1990.

## Suddivisione

Meclemburgo e Pomerania

Il Meclemburgo-Pomerania Anteriore è attualmente diviso in due città extracircondariali e sei circondari. (L'attuale suddivisione è il risultato di una riforma amministrativa entrata in vigore il 4 settembre 2011.)
Tra parentesi è inserita la popolazione al 31 dicembre 2022. 

### Città extracircondariali
- Rostock (209 920)
- Schwerin (98 596)

### Circondari
- Ludwigslust-Parchim (214 161)
- Seenplatte del Meclemburgo (259 568)
- Meclemburgo Nordoccidentale (Nordwestmecklenburg) (160 288)
- Pomerania Anteriore-Greifswald (Vorpommern-Greifswald) (237 355)
- Pomerania Anteriore-Rügen (Vorpommern-Rügen) (227 683)
- Rostock (220 807)

## Società

### Religione
Chiesa evangelica in Germania 17,9%, Chiesa cattolica 3,3%.

## Lista dei Ministri Presidenti del Meclemburgo-Pomerania Anteriore
| Periodo | Periodo   | Primo cittadino   | Partito | Carica              | Note |
| ------- | --------- | ----------------- | ------- | ------------------- | ---- |
| 1990    | 1992      | Alfred Gomolka    | CDU     | Ministro presidente |      |
| 1992    | 1998      | Berndt Seite      | CDU     | Ministro presidente |      |
| 1998    | 2008      | Harald Ringstorff | SPD     | Ministro presidente |      |
| 2008    | 2017      | Erwin Sellering   | SPD     | Ministro presidente |      |
| 2017    | in carica | Manuela Schwesig  | SPD     | Ministro presidente |      |